# Żelazno (powiat pilski)
Żelazno – wieś w Polsce położona w województwie wielkopolskim, w powiecie pilskim, w gminie Wyrzysk.
W latach 1975–1998 miejscowość należała administracyjnie do województwa pilskiego.
1 maja 1978 w Żelaznie została utworzona rzymskokatolicka parafia Przenajdroższej Krwi Pana Naszego Jezusa Chrystusa.